# Prose Élite
Cet article possède un paronyme, voir Prosélyte.
« Porteur saint » redirige ici. Pour l’article homophone, voir Porteur sain.
Albums de Médine
Protest Song
(2013) Storyteller
(2018)
Prose Élite est le 5e album studio du rappeur français Médine sorti le 24 février 2017, le jour de ses 34 ans.

## Liste des pistes
| No  | Titre                                                                               | Durée |
| --- | ----------------------------------------------------------------------------------- | ----- |
| 1.  | Le Khan                                                                             | 2:58  |
| 2.  | Urbain 1er                                                                          | 3:32  |
| 3.  | Grand Paris (feat. Lartiste, Lino, Sofiane, Alivor, Seth Gueko, Ninho & Youssoupha) | 7:22  |
| 4.  | Raison sociale                                                                      | 4:50  |
| 5.  | Allumettes                                                                          | 3:57  |
| 6.  | Enfant du destin (Nour)                                                             | 4:32  |
| 7.  | Prose Élite                                                                         | 4:21  |
| 8.  | Alger Roi                                                                           | 3:15  |
| 9.  | L'Homme qui répare les femmes (feat. NORAA, Soprano & Youssoupha)                   | 4:33  |
| 10. | Papamobile (feat. 20syl)                                                            | 4:12  |
| 11. | Rappeur 2 force                                                                     | 4:42  |
| 12. | Porteur saint                                                                       | 4:57  |
| 13. | Global                                                                              | 6:20  |

## Clips
- 5 décembre 2016 : Global
- 19 janvier 2017 : Prose Élite
- 8 février 2017 : Enfant du destin
- 27 février 2017 : Grand Paris

## Titre certifié en France
- Grand Paris  Platine [2]